# Lujza badeni nagyhercegné
Lujza badeni nagyhercegné, született Lujza porosz királyi hercegnő (németül: Prinzessin Luise von Preußen, Großherzogin von Baden, teljes nevén Luise Marie Elisabeth; Berlin, 1838. december 3. – Baden-Baden, 1923. április 23.) porosz királyi és német császári hercegnő, házassága révén Baden nagyhercegnéje.

## Élete

### Származása
Lujza porosz királyi hercegnő 1838. december 3-án jött világra a berlini császári palotában I. Vilmos német császár (1797–1888) és Auguszta szász–weimar–eisenachi hercegnő (1811−1890) második gyermekeként, egyben egyetlen leányaként. Születésekor édesapja csupán a porosz királyi címet viselte, császárrá csak közel harminc év után kiáltották ki. Édesanyja apai ágon a szász–weimar–eisenachi uralkodócsaládból, anyai ágon az orosz cári családból származott.

### Ifjúkora
A hercegné és egyetlen testvére, a későbbi III. Frigyes német császár a berlini palotában nőttek fel. A gyermekek átélték az 1848-as német forradalmat, melynek leverése után édesapjukat rajnavidéki és vesztfáliai kormányzóvá nevezték ki. A családfő új pozíciója megkövetelte, hogy ő és családja is átköltözzék a koblenzi kastélyba; ettől fogva a nyarakat rendszerint a baden-badeni fürdőhelyen töltötték. Lujza hercegnő édesanyja a hagyományos műveltség elsajátítása mellett arra is gondot fordított, hogy leánya érdekelt legyen különböző jótékonysági szerepekben. Ennek megfelelően a hercegnő már kisgyermekként kórházlátogatásokon, jótékonysági estélyeken és rendezvényeken vett részt.

### Házassága, gyermekei
Lujza hercegnő felnőtté válását konfirmációja keretében ünnepelték 1855 májusában a Charlottenburg-kastélyban. A hercegnő itt ismerkedett meg Frigyes badeni trónörökös herceggel (1826–1907), aki hamarosan eljegyezte a porosz királyleányt. Az eljegyzést szeptemberben jelentették be hivatalosan a koblenzi palotában. Az esküvőt 1856. szeptember 20-án tartották a porosz fővárosban nem sokkal azután, hogy Frigyes badeni herceg elfoglalta a badeni nagyhercegi trónt. I. Frigyes badeni nagyherceg és Lujza porosz királyi hercegnő kapcsolatából három gyermek született:
- Frigyes Vilmos (1857–1928), később Baden nagyhercege, felesége Hilda nassaui hercegnő
- Viktória Mária (1862–1930), házassága révén Svédország királynéja
- Lajos Vilmos (1865–1888), gyermektelenül halt meg.

### Élete a nagyhercegi udvarban
Lujza badeni nagyhercegné édesanyja elveinek megfelelően elsősorban a jótékonykodásnak szentelte idejét. 1859-ben létrehozta a nagyhercegség első női szervezetét, mely tulajdonképpen a Vöröskereszt egyik előfutárának is tekinthető. Ezért, illetve további tevékenységéért 1917-ben a nagyhercegnét a karlsruhei orvosi egyetem tiszteletbeli doktorává avatták. Reprezentatív és családanyai szerepkörét nem lépte túl, férje politikájába nem szólt bele; ugyanakkor brit származású sógornéjához, Viktória brit királyi hercegnőhöz hasonlóan inkább liberális szellemiségű volt és ellenezte Otto von Bismarck politikáját.
1888-ban egy olaszországi nyaralásból hazatérve értesült a badeni nagyhercegi pár arról, hogy legkisebb gyermekük tragikusan fiatalon elhunyt tüdőgyulladás következtében. Kisebbik fia elvesztése nagy csapást jelentett Lujza badeni nagyhercegné számára, akárcsak pár hónappal később édesapja és fivére halála. Mindeközben a nagyhercegné egyre súlyosbodó szemproblémával küzdött, melyet végül 1897-ben sikeres műtéttel kezeltek. 1906-ban a nagyhercegi pár még megünnepelhette aranylakodalmát; alig egy éven belül elhunyt I. Frigyes nagyherceg. A megözvegyült nagyhercegné trónra lépő fia mellett maradt egészen 1918-ig, amikor is az első világháború elvesztése miatti forradalomban kikiáltották a köztársaságot. Az özvegy nagyhercegné elmenekült a badeni fővárosból. Eleinte családja különböző birtokain, kastélyaiban lelt menedékre, végül Mainau szigetén telepedett le. Itt élt 1919 nyarának végéig, amikor is lehetővé vált visszatérése a baden-badeni nagyhercegi kastélyba, ahol hátralévő éveit töltötte.

### Elhunyta
Lujza porosz királyi hercegnő és badeni nagyhercegné 1923. április 23-án hunyt el nyolcvannégy éves korában a baden-badeni kastélyban. A nagyhercegi család hagyományos temetkezési helyén temették el férje oldalára.